# ATS D-F
Chronologie des modèles (1964)
ATS 100 Aucun
L'ATS D-F est une monoplace de Formule 1 engagée par l'écurie britannique Derrington-Francis Racing Team lors du Grand Prix d'Italie 1964. Elle est pilotée par le Portugais Mário de Araújo Cabral. 

## Historique
En 1964, Alf Francis, l'ancien mécanicien de Stirling Moss lors de son passage chez Rob Walker Racing Team, décide de fonder sa propre écurie avec l'ingénieur motoriste Vic Derrington. Les deux associés achètent une ATS 100 qui a disputé quelques courses en 1963 et Francis modifie la conception du châssis, réduit l'empattement de six pouces (environ 15 cm) et change la carrosserie. La nouvelle monoplace, baptisée ATS D-F (pour Derrington-Francis) est alors engagée pour le Grand Prix d'Italie et confiée au Portugais Mário de Araújo Cabral, qui a investi dans le projet en échange d'une participation en Grand Prix.
Lors des qualifications, le Portugais réalise le dix-neuvième temps qualificatif en 1 min 42 s 6, à plus de cinq secondes de la pole position établi par John Surtees, mais un dixième plus rapide que le temps effectué par Phil Hill à bord de l'ATS 100 lors du Grand Prix d'Italie l'an passé. En course, Mário de Araújo Cabral stagne en fond de peloton, ne devançant que Maurice Trintignant, avant d'abandonner au vingt-quatrième tour à la suite d'un problème d'allumage. Il s'agit de l'unique apparition de l'ATS D-F en Formule 1.

## Résultats en championnat du monde de Formule 1
| Saison | Écurie                         | Moteur                            | Pneumatiques | Pilotes                | Courses | Courses | Courses | Courses | Courses | Courses | Courses | Courses | Courses | Courses | Points inscrits | Classement |
| Saison | Écurie                         | Moteur                            | Pneumatiques | Pilotes                | 1       | 2       | 3       | 4       | 5       | 6       | 7       | 8       | 9       | 10      | Points inscrits | Classement |
| ------ | ------------------------------ | --------------------------------- | ------------ | ---------------------- | ------- | ------- | ------- | ------- | ------- | ------- | ------- | ------- | ------- | ------- | --------------- | ---------- |
| 1964   | Derrington-Francis Racing Team | Automobili Turismo e Sport 100 V8 | Goodyear     |                        | MON     | P-B     | BEL     | FRA     | GBR     | ALL     | AUT     | ITA     | USA     | MEX     | 0               | Non classé |
| 1964   | Derrington-Francis Racing Team | Automobili Turismo e Sport 100 V8 | Goodyear     | Mário de Araújo Cabral |         |         |         |         |         |         |         | Abd.    |         |         | 0               | Non classé |

Légende : ici 